# Mộ Dung Xung
Mộ Dung Xung (tiếng Trung: 慕容沖; bính âm: Mùróng Chōng) (359–386), gọi theo thụy hiệu là (Tây) Yên Uy Đế ((西)燕威帝), là vua thứ 2 nước Tây Yên vào thời Ngũ Hồ thập lục quốc trong lịch sử Trung Quốc. Ông là một trong các con trai của hoàng đế Mộ Dung Tuấn của Tiền Yên và là em trai của hoàng đế Tiền Yên Mộ Dung Vĩ.
Năm 368, sau khi thúc phụ Mộ Dung Khác (慕容恪), người nhiếp chính cho Mộ Dung Vĩ, qua đời vào năm 367, Mộ Dung Xung kế vị Mộ Dung Khác trong vai trò chỉ huy quân lính, song không có bằng chứng về việc ông thực sự chỉ huy quân đội. Sau khi Tiền Yên bị Tiền Tần tiêu diệt vào năm 370, ông cùng các huynh đệ trở thành các quan lại địa phương trong đế chế của Tiền Tần. Các tư liệu lịch sử cho thấy rằng ông đã có một mối quan hệ nam sắc với hoàng đế Phù Kiên của Tiền Tần và sự sủng ái mà Phù Kiên dành cho ông và chị gái ông (Mộ Dung phi) là điều được bàn tán ở kinh đô Trường An của Tiền Tần.
Năm 384, ông là thái thú ở quận Bình Dương (平陽, gần tương ứng với Lâm Phần, Sơn Tây ngày nay). Khi ông nghe tin rằng thúc phụ Mộ Dung Thùy và anh trai ông là Mộ Dung Hoằng đã nổi dậy chống Tiền Tần trong bối cảnh Tiền Tần đại bại trong trận Phì Thùy vào năm 383, ông cũng đã nổi dậy. Ngay sau đó, ông bị tướng Đậu Xung (竇衝) của Tiền Tần đánh bại, và ông phải đến chỗ anh trai Mộ Dung Hoằng.
Vào mùa hè năm 384, khi Mộ Dung Hoằng tiến về Trường An, chiến lược gia của Mộ Dung Hoằng là Cao Cái (高蓋) và các thuộc cấp khác cảm thấy rằng danh tiếng của Mộ Dung Hoằng không lớn bằng của Mộ Dung Xung, và Mộ Dung Hoằng trừng phạt cấp dưới quá khắc nghiệt. Do vậy, họ đã giết chết Mộ Dung Hoằng và ủng hộ Mộ Dung Xung lên làm lãnh đạo mới. Do Mộ Dung Vĩ lúc này vẫn bị Tiền Tần cầm giữ tại Trường An, Mộ Dung Xung chỉ lấy tước hiệu thái tử. Phù Kiên sau đó đã đề nghị hòa bình với ông với sắc thái nhục dục một cách rõ ràng, Phù Kiên gửi cho ông một chiếc áo choàng và một lời nhắn nhắc nhở ông về mối quan hệ cá nhân của họ, song Mộ Dung Xung đã từ chối đàm phán.
Khoảng tết năm 385, Mộ Dung Vĩ và một người họ hàng tên là Mộ Dung Túc (慕容肅) đã tổ chức những nam giới là người Tiên Ti tại Trường An và chuẩn bị phát động một cuộc nổi dậy để hội quân với Mộ Dung Xung, song sau khi Phù Kiên phát hiện ra âm mưu của họ, Phù Kiên đã cho xử tử cả hai người và cho thảm sát người Tiên Ti trong thành.
Khi hay tin về cái chết của anh trai, Mộ Dung Xung đã xưng đế. Sau đó, ông trở nên thất thường và trao thưởng hay trách phạt theo ý thích cá nhân của mình. Tuy nhiên, ông đã bao vây được Trường An, và thành này nhanh chóng rơi vào một nạn đói khủng khiếp. Ông cũng cho phép các binh sĩ của mình đi cướp phá vùng Quan Trung theo ý muốn. Vào mùa hè năm 385, Phù Kiên đã bất thình lình ra khỏi thành để tìm kiếm nguồn lương thực nhằm làm giảm căng thẳng cho Trường An, ông ta để lại thái tử Phù Hoành (苻宏) giữ thành song ngay sau khi Phù Kiên đi khỏi, thành đã thất thủ trước quân của Mộ Dung Xung, còn Phù Hoành thì chạy trốn.
Mặc dù những người dân Tiên Ti của ông mong muốn được trở về quê hương ở phía đông, Mộ Dung Xung lại quyết định định cư tại Trường An do ông thích thành này và cũng do ông lo sợ trước thúc phụ Mộ Dung Thùy, người khi đó đã lập ra nước Hậu Yên. Vì thế, ông tìm cách để người dân của mình cũng lựa chọn định cư, song họ đã bực bội trước quyết định của ông. Vào mùa xuân năm 386, tướng Hàn Diên (韓延) đã ám sát ông trong một cuộc chính biến và ủng hộ một tướng khác là Đoàn Tùy lên làm Yên vương.